# Các cuộc chống đối thuyết tiến hóa
Các cuộc chống đối thuyết tiến hóa bắt đầu kể từ khi các ý tưởng về sự tiến hóa gây được sự chú ý vào thế kỷ 19. Ban đầu, vào năm 1859, khi Charles Darwin phát hành cuốn sách Nguồn gốc muôn loài, học thuyết tiến hóa dựa trên chọn lọc tự nhiên của ông bị cho là trái ngược với các học thuyết khoa học khác, nhưng sau đó nó lại được công nhận rộng rãi bởi cộng đồng khoa học. Trong suốt gần một thế kỷ, các nhà sinh học không bất đồng khi quan sát các quá trình tiến hóa đang diễn ra cũng như là về học thuyết tiến hóa hiện đại.
Từ đó về sau, hầu như mọi chỉ trích về thuyết tiến hóa đều có nguồn gốc từ tôn giáo hơn là từ cộng đồng khoa học. Mặc dù đã có nhiều tôn giáo thừa nhận sự tồn tại của tiến hóa chẳng hạn như ủng hộ thuyết tiến hóa tạo bởi đấng sáng tạo, vẫn có các tín ngưỡng khác bác bỏ cách giải thích về sự tiến hóa mà thay vào đó là ủng hộ thuyết sáng tạo, một thuyết cho rằng có một vị thần siêu nhiên đã tạo dựng toàn bộ thế giới hiện tại. Cuộc tranh cãi giữa thuyết sáng tạo và thuyết tiến hóa nổ ra sau đó ở Hoa Kỳ đã biến thành cuộc xung khắc giữa tôn giáo và khoa học.
Khác với các lý luận phản đối thuyết tiến hóa ban đầu là hoàn toàn mang tính khoa học hoặc hoàn toàn mang tính tôn giáo, các lý luận gần đây khó phân biệt mang tính chất nào. Các lý luận như vậy tập trung tấn công vào cơ sở khoa học của thuyết tiến hóa, với mục tiêu là ngăn chặn việc dạy thuyết tiến hóa như là một sự thật và ngăn chặn việc phổ biến "chủ nghĩa duy vật vô thần". Thuyết sáng tạo hiện đại đã được hình thành bởi các cuộc vận động như Khoa học về Thuyết sáng tạo, Thuyết sáng tạo tân thời, và Thiết kế thông minh vốn biện hộ cho rằng ý tưởng về sự sống được "kiến tạo" bởi một vị Thần hay bởi một thứ có trí tuệ thì cũng mang tính khoa học như thuyết tiến hóa và do đó cần phải được dạy trong các trường công. Các tranh cãi chống lại thuyết tiến hóa từ đó đã lan rộng, trong đó bao gồm cả việc chống lại các bằng chứng tiến hóa, phương pháp luận, tính hợp lý, đạo đức, và sự thừa nhận trong khoa học. Tuy vậy, cộng đồng khoa học không chấp nhận các lý luận phản đối đó bởi vì chúng hoàn toàn không đúng đắn, trích dẫn các câu của những người bôi nhọ để diễn dịch sai ý phương pháp khoa học, bằng chứng và các quy luật vật lý cơ bản.

## Định nghĩa sự tiến hóa
Một trong những điều dễ gây nhầm lẫn trong cuộc tranh luận giữa thuyết sáng tạo và thuyết tiến hóa là định nghĩa về tiến hóa. Theo sinh học, tiến hóa là các thay đổi về di truyền trong các quần thể sinh vật qua nhiều thế hệ liên tiếp nhau. Tuy vậy, thuật ngữ này lại mang nhiều nghĩa khác nhau trong các lĩnh vực khác nhau, từ tính toán tiến hóa đến tiến hóa cấp độ phân tử, tiến hóa văn hóa xã hội, tiến hóa sao và cho đến tiến hóa thiên hà. Ngoài ra, nó còn có thể dùng để ám chỉ tiến hóa siêu hình học, tiến hóa tinh thần, hay bất kỳ quan điểm triết học tiến hóa nào. Khi tiến hóa sinh học và các quá trình tiến hóa khác bị gọi chung là một, sai lầm có thể xảy ra, chẳng hạn là phát biểu cho rằng thuyết tiến hóa hiện đại nói về cả nguồn gốc sự sống lẫn Big Bang.
Trong văn nói thông thường, tiến hóa có thể chỉ đến bất kỳ dạng phát triển tiến bộ nào, và thường bao hàm ý nghĩa tiến bộ từ từ; như vậy tiến hóa được hiểu như là một quá trình làm tăng chất lượng hay độ phức tạp. Khi định nghĩa thông thường này dùng sai trong tiến hóa sinh học sẽ dễ dẫn tới hiểu lầm. Ví dụ, ý tưởng về sự thoái hóa (tiến hóa "lùi") là kết quả của suy nghĩ sai lầm cho rằng tiến hóa là một quá trình có hướng hay có một mục tiêu cụ thể (xem thêm thuyết khai sinh chính thống). Trong thực tế, quá trình tiến hóa của một loài sinh vật không có "mục tiêu" nào khác hơn là làm tăng khả năng tồn tại và sinh sản trong môi trường sống của chúng; và sự thích nghi này chỉ phù hợp trong môi trường này. Các nhà sinh học không cho rằng bất kỳ một loài nào, chẳng hạn như loài người, tiến hóa cao hơn hay tiến bộ hơn các loài khác. Một số thông tin công bố đã bị chỉ trích vì có xu hướng đánh giá các loài sinh vật khác dựa trên tiêu chuẩn loài người siêu đẳng thay vì các tiêu chuẩn khách quan.
Quá trình tiến hóa không đảm bảo rằng sinh vật sẽ trở nên phức tạp hơn. Mặc dù lịch sử của sự sống dường như đã cho thấy khuynh hướng này, người ta vẫn đặt câu hỏi là liệu khuynh hướng này có thực sự xảy ra hay không, hay liệu đây có phải là một kết luận chưa kể đến sự thật rằng đại đa số sự sống trên trái đất luôn gồm có sinh vật nhân sơ. Theo quan điểm này, sự phức tạp hơn không nhất thiết là kết quả của quá trình tiến hóa mà là kết quả của các tình huống diễn ra quá trình tiến hóa trên Trái Đất, trong đó sự phức tạp hơn thường xảy ra nhiều hơn bởi quá trình chọn lọc tự nhiên. Tùy theo từng hoàn cảnh, mức độ phức tạp của sinh vật có thể tăng hoặc giảm hoặc giữ nguyên; và cả ba xu hướng này đều đã được quan sát thấy trong quá trình tiến hóa.
Các thông tin được đưa ra bởi những người theo thuyết sáng tạo thường định nghĩa tiến hóa theo văn nói thông thường thay vì theo khoa học. Kết quả là, nhiều nỗ lực bác bỏ thuyết tiến hóa không đề cập tới những phát hiện về tiến hóa sinh học (xem thêm ngụy biện người rơm).

## Lịch sử

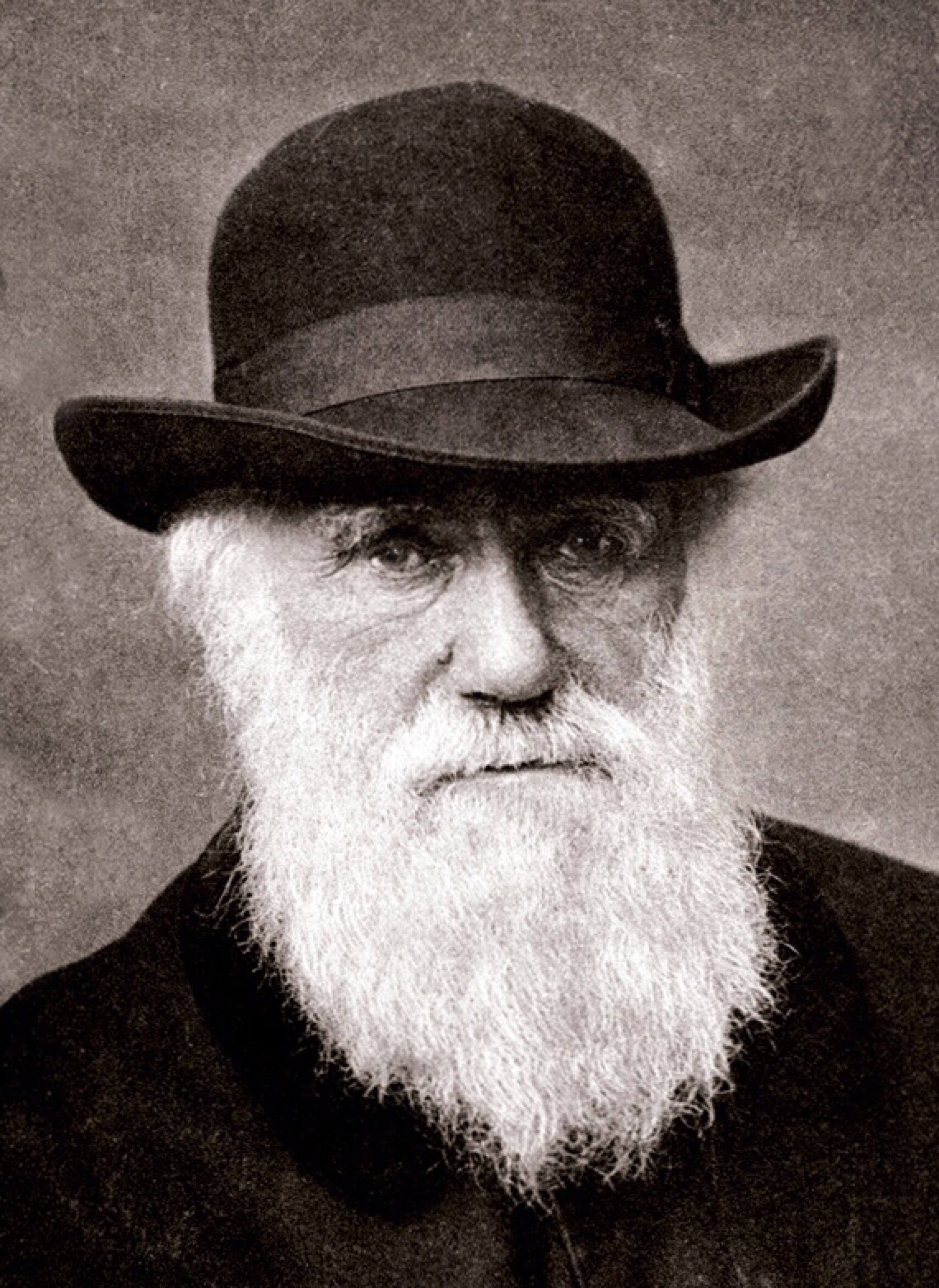
Thuyết tiến hóa theo tổ tiên chung của Darwin đã được thừa nhận rộng rãi nhưng vẫn tiếp tục gặp phải sự phản đối về tầm quan trọng của chọn lọc tự nhiên.

Vào đầu thế kỷ 19, các tư tưởng tiến hóa được chú ý nhiều, đặc biệt là thuyết sự biến đổi các loài được đưa ra bởi Jean-Baptiste Lamarck. Đây là các tư tưởng đã từng bị chống đối về mặt cơ sở khoa học, điển hình nhất bị là chống đối bởi Georges Cuvier cũng như là về mặt chính trị và tôn giáo. Các tư tưởng cho rằng các quy luật tự nhiên chi phối sự phát triển của tự nhiên và xã hội đã thu hút được lượng lớn người quan tâm, trong đó có The Constitution of Man của George Combe năm 1828 và tác phẩm vô danh Vestiges of the Natural History of Creation năm 1844. Vào năm 1859, Charles Darwin xuất bản cuốn Nguồn gốc muôn loài. Trong vòng từ 15 đến 20 năm, ông đã thuyết phục được đa số cộng đồng khoa học rằng tiến hóa theo tổ tiên chung là đúng. Nhưng mặc cho chọn lọc tự nhiên là một thuyết chắc chắn và có thể kiểm chứng được bằng thực nghiệm, quan điểm xem nó là cơ chế chính của sự tiến hóa, nói chung, đã bị bác bỏ.
Ban đầu, những cuộc chống đối thuyết tiến hóa của Darwin đều mang tính khoa học hay tôn giáo. Nhưng cuối cùng, mặc dù cơ chế tiến hóa mà Darwin đưa ra là chọn lọc tự nhiên bị tranh cãi kịch liệt bởi các học thuyết khác như Lamarck và thuyết khai sinh chính thống, những người sống đương thời với Darwin cũng chấp nhận thuyết sự biến đổi các loài nhờ vào các bằng chứng hóa thạch; họ đã lập ra Hội X để bảo vệ học thuyết đó tránh bị tấn công bởi giáo hội và các cá nhân giàu có. Cách giải thích tiến hóa từ từ của Darwin cũng đồng thời đối nghịch với thuyết đại đột biến và thuyết tai biến. Nam tước người Anh Kelvin đã dùng khoa học để chống đối với tiến hóa từ từ dựa trên các đo đạc nhiệt động học của ông để tính tuổi của Trái Đất là vào khoảng từ 24 đến 400 triệu năm tuổi, một con số ước đoán bị phản đối mạnh mẽ bởi các nhà địa chất. Các số liệu này sau đó được điều chỉnh lại vào năm 1907 khi các đo đạc phóng xạ trên đất đá cho thấy Trái Đất có hàng tỷ năm tuổi. Quan điểm của Kelvin có thể được xem là một biến thể của tiến hóa hữu thần, nhờ có sự chỉ bảo của thánh thần mà quá trình tiến hóa xảy ra nhanh chóng. Mặt khác, chỉ có riêng cơ chế di truyền mà Darwin đã đưa ra, còn gọi là thuyết mầm, là thiếu các bằng chứng ủng hộ. Vào đầu thế kỷ 20, thuyết mầm được thay thế bằng di truyền Mendel, mở đầu cho sự vươn lên của thuyết tổng hợp tiến hóa hiện đại. Thuyết tổng hợp tiến hóa hiện đại đã được chấp nhận hoàn toàn bởi các nhà sinh học nhờ tìm được các bằng chứng mới như di truyền học, giúp xác nhận các tiên đoán của Darwin là đúng và loại bỏ các học thuyết đối chọi khác.
Từ năm 1860 cho đến những năm 1870, Đạo Tin Lành, đặc biệt ở Hoa Kỳ, bị "vùi dập gay gắt" bởi những cuộc tranh luận về thuyết tiến hóa, trong đó bước ngoặt cho thấy thuyết tiến hóa đã được chấp nhận có lẽ là từ khi Louis Agassiz mất năm 1873. Cho đến năm 1880, một dạng tiến hóa "theo kiểu Cơ đốc giáo" đã được hưởng ứng. Ở Anh, trong lúc việc xuất bản cuốn The Descent of Man của Darwin vào năm 1871 làm dấy lại cuộc tranh cãi có từ thập niên trước thì giữa những năm 1860 và 1885, Sir Henry Chadwick đã chú ý thấy rằng "những Cơ Đốc nhân có nhiều học thức" kiên quyết chấp nhận thuyết tiến hóa. Điều này làm cho học thuyết tiến hóa "vừa hợp lệ vừa đáng trân trọng" trước năm 1876. Cùng thời gian đó, bài thuyết giảng Mối liên hệ giữa tôn giáo và khoa học (1884) của Frederick Temple trình bày lý do thuyết tiến hóa không "thù địch" với tôn giáo đã nhấn mạnh thêm xu hướng này. Sự kiện Temple được bổ nhiệm làm tổng giám mục giáo hội Anh sau đó vào năm 1896 đã cho thấy rằng thuyết tiến hóa đã được chấp nhận rộng rãi trong giáo hội.
Trong nhiều thập niên, Công giáo Rôma đã né tránh, không bác bỏ thuyết tiến hóa một cách chính thức. Thế nhưng, khi những người theo Công giáo nghi vấn hay nói rằng thuyết tiến hóa có thể hòa hợp với Kinh thánh sẽ bị vạ tuyệt thông bởi điều này trái ngược với phát hiện của Hội đồng Vatican lần thứ nhất (1869–70) rằng Chúa tạo ra mọi thứ từ cái không có. Vào năm 1950, trong thư Humani Generis gửi cho toàn thể giám mục, giáo hoàng Piô XII đã lần đầu tiên đề cập chính thức và trực tiếp đến thuyết tiến hóa. Ông cho phép truy tìm nguồn gốc loài người trước khi có vật chất sống nhưng không cho phép nghi vấn Adam và Eva hay sự tạo dựng linh hồn. Vào năm 1996, giáo hoàng Gioan Phaolô II tuyên bố thuyết tiến hóa "còn hơn cả một thuyết" và thừa nhận rằng để hoàn thành một tuyệt tác lớn thì cần phải trải qua một giai đoạn tích lũy dài, nhưng ông lặp lại rằng bất kỳ sự cố gắng nào giải thích linh hồn con người theo vật chất đều "không tương hợp với sự thật về con người".
Sự phản kháng của những người theo Hồi giáo, nói chung, là của những người tin vào thuyết tạo dựng đã được ghi rõ trong kinh Qur'an. Mặt khác, cũng có nhiều người người Hồi giáo có học thức chấp nhận một dạng thuyết tiến hóa hữu thần hay được thần thánh chỉ dẫn, theo đó kinh Qur'an củng cố thay vì mâu thuẫn với khoa học. Điều này đã diễn ra khá nhanh vì các trường hồi giáo Madrasah trung cổ đã dạy các tư tưởng của Al-Jahiz, một học giả Hồi giáo sống ở thế kỷ thứ 9, người đã đề xuất các khái niệm tương tự với chọn lọc tự nhiên. Tuy nhiên, thế giới Hồi giáo vẫn còn chậm chấp nhận thuyết tiến hóa khi mà những người đứng đầu bác bỏ triết học duy vật bổ trợ cho thuyết tiến hóa vì cho rằng nó nói sai về nguồn gốc con người và phủ nhận Allah. Các cuộc chống đối sau đó nữa của các học giả Hồi giáo và nhiều tác giả đã phản ánh phần lớn những cuộc chống đối ở phương Tây.
Không kể đến sự chấp nhận của các hệ tôn giáo lớn, các cuộc chống đối học thuyết Darwin trước đây hiện vẫn còn đối nghịch với sự tiến hóa. Ý tưởng các loài thay đổi theo thời gian qua quá trình tự nhiên và các loài khác nhau có cùng tổ tiên dường như mâu thuẫn với các dữ kiện Chúa tạo ra thế giới. Những người tin tưởng kinh thánh không thể sai lầm đã gán ghép cho học thuyết Darwin là dị giáo. Lý luận người làm đồng hồ của Paley, một luận cứ thiết kế mà những người đấu tranh cho thuyết sáng tạo vẫn còn dùng, là ví dụ điển hình cho Thần học tự nhiên vào đầu thế kỷ 19. Thần học tự nhiên ban đầu chỉ bao gồm một số các tư tưởng và luận cứ, đến khi học thuyết của Darwin được công bố thì các tư tưởng về tiến hóa hữu thần được bổ sung vào; theo đó tiến hóa được chấp nhận là nguyên nhân thứ yếu có thể nghiên cứu khoa học, còn Chúa vẫn được xác nhận là nguyên nhân chính yếu, có vai trò không rõ rệt trong việc điều khiển quá trình tiến hóa và tạo tác con người. Thần học tự do, môn thần học hiện đại xem Kinh thánh và Torah là những dụ ngôn, cùng với các hệ phái Cơ đốc giáo và Do Thái giáo đã đón nhận quan điểm này, làm xóa nhòa mâu thuẫn giữa thuyết tiến hóa và tôn giáo.
Tuy nhiên, trong những năm 1920, những người theo Cơ-đốc giáo nền tảng ở Hoa Kỳ đã biến những cuộc tranh cãi chống lại Thần học tự do về mặt diễn dịch Kinh thánh thành cuộc phản đối việc giảng dạy thuyết tiến hóa vì sợ rằng ‘‘Thuyết tiến hóa của Darwin’’ sẽ dẫn tới chủ nghĩa quân phiệt Đức và là mối đe dọa đối với tôn giáo và đạo đức. Cuộc phản đối này đã hình thành nên cuộc tranh cãi giữa thuyết sáng tạo và thuyết tiến hóa liên quan đến việc những người theo Cơ-đốc bảo thủ ở Hoa Kỳ phản đối việc dạy thuyết tiến hóa ở các trường công. Mặc dù các cuộc chống đối ban đầu đã chối bỏ thuyết tiến hóa do mâu thuẫn với cách diễn giải Kinh thánh của họ, luận điểm này trở nên vô giá trị sau khi Tối cao Pháp viện Hoa Kỳ ra phán quyết trong vụ kiện Epperson và Arkansas rằng việc cấm giảng dạy thuyết tiến hóa vì mục đích tôn giáo là vi hiến theo Điều khoản Thành lập trong Hiến pháp sửa đổi lần thứ nhất của Hoa Kỳ.
Kể từ đó, các cuộc chống đối thuyết tiến hóa của những người theo thuyết sáng tạo trở nên yếu ớt hơn, họ dựng thêm đủ loại cáo buộc chẳng hạn như cáo buộc rằng thuyết tiến hóa là phi khoa học, xâm phạm tự do tín ngưỡng của họ hay cho rằng việc thừa nhận thuyết tiến hóa cũng là một quan điểm mang tính tôn giáo. Những người theo thuyết sáng tạo đã yêu cầu thay đổi các nguyên tắc dân chủ cho sự công bằng vì theo họ thuyết tiến hóa vẫn còn gây tranh cãi và do đó môn khoa học trong trường phải nên "Dạy về cuộc tranh cãi". Những cuộc chống đối thuyết tiến hóa như vậy cuối cùng trở thành Thiết kế thông minh vào đầu những năm 2000 và hoàn toàn thất bại khi cố gắng đưa nó trở thành một lựa chọn khoa học thay thế thuyết tiến hóa.

## Sự chấp nhận trong khoa học
Các cuộc chống đối thuyết tiến hóa gần đây thường tập trung tấn công vào tính đúng đắn khoa học, hay cố gắng tìm ra ý tưởng thay thế như Thuyết sáng tạo để phản bác lại các phát hiện về thuyết tiến hóa. Những người theo thuyết sáng tạo thường tranh cãi, chẳng hạn, cho rằng thuyết tiến hóa vẫn chưa được chứng minh, không dựa trên thực tế, hay vẫn còn tranh luận.

### Tính giả thuyết
Những người chỉ trích thuyết tiến hóa quả quyết rằng thuyết tiến hóa "chỉ là thuyết", và kiên quyết rằng các giả thuyết khoa học không phải là tuyệt đối, thuyết tiến hóa chỉ là một quan điểm chứ không phải là một sự thật hay chứng cứ. Điều này cho thấy sự hiểu sai về nghĩa của từ thuyết trong văn phong khoa học: trong văn nói một thuyết là một sự phỏng đoán hay giả định, trong khoa học một thuyết là một cách giải thích giúp đưa ra các tiên đoán có thể kiểm chứng được bằng thực nghiệm hoặc bằng các chứng cứ. Tương tự, trong khoa học, Thuyết tiến hóa đề cập đến một cách giải thích về sự đa dạng các loài và tổ tiên chúng và đã được kiểm chứng bằng các chứng cứ khoa học có chuẩn mực cực cao. Một ví dụ xem sự tiến hóa như giả thuyết khoa học là sự tổng hợp hiện đại giữa quá trình chọn lọc tự nhiên của Darwin và di truyền Mendel. Như mọi giả thuyết khoa học khác, các nhà khoa học không ngừng tranh luận, kiểm tra, sàng lọc thuyết tổng hợp tiến hóa hiện đại, và nhất trí rằng đó là mô hình duy nhất giải thích thuyết phục các dữ kiện liên quan đến quá trình tiến hóa.
Những người chỉ trích cũng phát biểu rằng thuyết tiến hóa cũng không phải là một sự thật. Trong khoa học, một sự thật là một quan sát được thực nghiệm kiểm chứng, tuy vậy, trong văn nói, một sự thật đơn thuần chỉ đến những thứ có bằng chứng rõ ràng. Ví dụ, những thuyết như "trái đất xoay quanh mặt trời" và "các vật rơi bởi trọng lực" thường được xem là "sự thật" mặc dù chúng hoàn toàn mang tính lý thuyết. Do đó, đứng trên quan điểm khoa học, thuyết tiến hóa có thể gọi là một "sự thật" với cùng lý do như của trọng lực: sự tiến hóa là một quá trình có thể quan sát được và xảy ra khi quần thể sinh vật biến đổi di truyền theo thời gian. Nếu xét theo văn nói, thuyết tiến hóa cũng có thể được xem là sự thật bởi nó đã được xây dựng bởi những bằng chứng rất vững chắc. Như vậy, các nhà khoa học đều công nhận rộng rãi rằng thuyết tiến hóa vừa là thuyết và vừa là sự thật.
Các cuộc chống đối cũng tạo ra sự mập mờ tương tự cho rằng thuyết tiến hóa "chưa được chứng minh" bởi vì chưa có giả thuyết khoa học nào được xem là hoàn toàn đúng mà chỉ được xác minh bằng các bằng chứng thực nghiệm. Đây là một sự phân biệt quan trọng trong triết học khoa học vì nó đề cập đến sự thiếu hụt tính chắc chắn tuyệt đối trong mọi phát biểu mang tính thực nghiệm, không chỉ riêng đối với thuyết tiến hóa. Bằng chứng toàn diện chỉ có thể có trong các ngành khoa học hình thức như logic học và toán học chứ không thể có trong khoa học tự nhiên (trong ngành này, thuật ngữ phù hợp hơn là bằng chứng "đúng đắn" hay "đã được kiểm chứng"). Do vậy, nói thuyết tiến hóa chưa được chứng minh có thể đúng nhưng tầm thường, nó không khác gì cáo buộc gọi thuyết tiến hóa chỉ là "thuyết". Tuy nhiên, sự mập mờ càng tăng lên khi nghĩa của từ bằng chứng theo văn nói đơn giản là "chứng cứ thuyết phục", trong trường hợp này các nhà khoa học sẽ quả quyết rằng thuyết tiến hóa "đã được chứng minh".

### Mức độ chấp nhận
Vào năm 1999, một cuộc phản đối lớn thuyết tiến hóa đã diễn ra ở Kansas theo kiểu tự thuyết phục: thuyết tiến hóa vẫn còn gây tranh cãi và tranh luận. Không như những lý lẽ trước đây của những người theo thuyết sáng tạo tìm cách chấm dứt hoàn toàn việc dạy thuyết tiến hóa, lý lẽ lần này yếu hơn, tuyên bố rằng thuyết tiến hóa còn đang gây tranh cãi và do đó học sinh cần phải được dạy thêm về các quan điểm khác để chúng tự đánh giá và chọn ra quan điểm riêng của mình. Sự kêu gọi công bằng này đã thu hút được những người ủng hộ thuyết sáng tạo ở Hoa Kỳ và nhận được sự tán thành của tổng thống George W. Bush.
Cuộc phản đối này là cơ sở cho việc hình thành chiến dịch "Dạy cuộc tranh cãi" vốn là nỗ lực của hội Cơ đốc Discovery Institute nhằm thúc đẩy việc dạy Thiết kế thông minh trong trường công. Sau đó, nó trở thành một phần quan trọng trong "chiến lược mũi nhọn" của hội, một chiến lược cố gắng làm suy yếu từ từ thuyết tiến hóa để cuối cùng "chuyển hướng từ việc đè bẹp quan điểm thế giới duy vật sang việc tạo ra một môn khoa học có niềm tin mãnh liệt vào thần thánh và Cơ đốc giáo".
Các nhà khoa học và các tòa án Hoa Kỳ đã bác bỏ phản đối này vì lý do khoa học không dựa trên sự hưởng ứng số đông mà dựa trên chứng cứ. Sự đồng thuận khoa học của các nhà sinh học chứ không phải ý kiến số đông hay sự công bằng sẽ quyết định tính chấp nhận trong khoa học, và mặc dù thuyết tiến hóa rõ ràng gây tranh cãi trong đấu trường quần chúng, nó hoàn toàn không gây tranh cãi giữa các chuyên gia trong lĩnh vực.
Để đáp trả, những người theo thuyết sáng tạo tiếp tục cự cãi về mức độ ủng hộ thuyết tiến hóa trong khoa học. Từ năm 2001, Hội Discovery Institute đã thu thập được hơn 600 nhà khoa học để ký vào bảng "Tiếng nói bất đồng khoa học với học thuyết Darwin" nhằm cho thấy có một số các nhà khoa học bất đồng với cái mà họ gọi là "Thuyết tiến hóa của Darwin". Bảng tuyên bố này không khẳng định họ không tin hoàn toàn vào thuyết tiến hóa mà bày tỏ sự nghi ngờ về khả năng "đột biến ngẫu nhiên và chọn lọc tự nhiên có thể giải thích cho sự phức tạp của sự sống." Một số cuộc thỉnh nguyện ngược lại đã được tiến hành ngay sau đó, trong đó có "Tiếng nói ủng hộ khoa học với học thuyết Darwin" thu thập được hơn 7.000 chữ ký trong bốn ngày, và Dự án Steve, một cuộc thỉnh nguyện để trêu lại, đã thu thập được 1.151 (tính đến ngày 18 tháng 1 năm 2011) nhà khoa học tên "Steve" ủng hộ thuyết tiến hóa.
Trong hơn một thế kỷ, dựa trên các phản đối cho rằng thuyết tiến hóa thiếu các chứng cứ đáng tin cậy hay không tuân theo các định luật vật lý, những người theo thuyết sáng tạo đã kêu gào rằng thuyết tiến hóa là "một thuyết đang trong cơn khủng hoảng" và sẽ sớm bị lật đổ. Tuyên bố rằng luận điểm kiến tạo bởi đấng có trí tuệ, hay bất kỳ cách giải thích nào khác theo thuyết sáng tạo cũng thỏa mãn các tiêu chuẩn khoa học cơ bản và phải là một lựa chọn khoa học thay thế thuyết tiến hóa cũng bị các nhà khoa học bác bỏ. Ngay cả khi có chứng cứ chống lại thuyết tiến hóa, nó cũng bị xếp là ngụy biện song đề, là chứng cứ bảo vệ luận điểm kiến tạo bởi đấng có trí tuệ.
Một loại chống đối thuyết tiến hóa tương tự nói rằng một số nhân vật hàng đầu trong khoa học - chủ yếu trước thời kỳ hiện đại - đã nghi ngờ hay bác bỏ thuyết tiến hóa. Thường gặp nhất là chuyện hoang đường bắt nguồn từ chuyện quý bà Hope cho rằng Darwin đã "từ bỏ quan điểm" vào lúc cuối đời. Những cuộc chống đối này đều bị bác bỏ vì là ngụy biện lợi dụng người đứng đầu. Ngay cả khi giai thoại này đúng, nó cũng không hề gây ảnh hưởng đến giá trị của thuyết tiến hóa.

## Vị thế khoa học
Những người theo thuyết sáng tạo tân thời thường chống đối thuyết tiến hóa vì cho rằng nó không gắn liền với các tiêu chuẩn khoa học thông thường—nghĩa là không đáng tin về mặt khoa học. Họ cũng phản đối rằng môn sinh học tiến hóa không tuân theo phương pháp khoa học, và do đó không nên dạy trong các lớp khoa học, hay ít nhất là phải dạy song song với các quan điểm khác (tức thuyết sáng tạo). Những cuộc chống đối này thường xuyên đả phá bản chất cơ bản của thuyết tiến hóa và phương pháp khoa học.

### Bản chất tôn giáo
Thuyết tiến hóa thường bị những người theo thuyết sáng tạo tranh cãi vì lý do "thuyết tiến hóa là tôn giáo; nó không phải là khoa học". Mục đích của việc chỉ trích là nhằm hạ thấp uy tín cao hơn của các nhà sinh học khi tranh luận với những người theo thuyết sáng tạo, và để biến hóa cuộc tranh luận từ giữa khoa học (thuyết tiến hóa) và tôn giáo (thuyết sáng tạo) thành giữa hai tín ngưỡng tôn giáo ngang nhau - hay thậm chí là tranh cãi rằng thuyết tiến hóa mang tính tôn giáo còn Thiết kế thông minh thì không. Các cuộc chống đối đó thường hay gọi những người ủng hộ thuyết tiến hóa là "những tên tiến hóa" hay "những tên Darwin".
Các lý lẽ xem thuyết tiến hóa là tôn giáo khá giống với các lý lẽ dùng trong phương pháp so sánh: thuyết tiến hóa và tôn giáo có một hay nhiều điểm chung và do đó thuyết tiến hóa cũng là một tôn giáo. Ví dụ cho các lý lẽ này là các phát biểu cho rằng thuyết tiến hóa dựa trên tín ngưỡng, những người ủng hộ thuyết tiến hóa tôn sùng Darwin như nhà tiên tri, tin mù quáng, bỏ ngoài tai những ý kiến khác. Các tuyên bố này đã lan rộng ra trong những năm gần đây khi phong trào của những người theo thuyết sáng tạo tân thời tìm cách tách biệt chính mình khỏi tôn giáo để có thể lợi dụng một phương pháp so sánh chống tôn giáo.
Để đáp trả, những người ủng hộ thuyết tiến hóa phản ứng rằng chưa có phát biểu của bất kỳ nhà khoa học nào, bao gồm cả Darwin, được xem là thiêng liêng bất khả xâm phạm bởi vì chính giả thuyết của Darwin cũng từng bị các nhà khoa học bác bỏ và hiệu chỉnh lại qua nhiều năm để hình thành nên Học thuyết Darwin mới và sau đó là thuyết tổng hợp tiến hóa hiện đại Tương tự, phát biểu nói rằng thuyết tiến hóa là niềm tin và chưa từng được quan sát thấy cũng bị bác bỏ; thuyết tiến hóa có chứng cứ ủng hộ mạnh mẽ mà không cần đến niềm tin.
Nói tóm lại, luận cứ xem thuyết tiến hóa là tôn giáo đã bị bác bỏ bởi vì tôn giáo không được định nghĩa bằng mức độ cuồng tín, mà bằng niềm tin vào tâm linh và sự siêu nhiên. Những người ủng hộ thuyết tiến hóa đã chỉ ra được rằng thuyết tiến hóa không cuồng tín cũng không dựa trên niềm tin, đồng thời cáo buộc những người theo thuyết sáng tạo đã cố tình gây lập lờ tôn giáo theo định nghĩa chính xác và theo cách dùng trong văn nói để ám chỉ đến những thứ dính líu với cuồng tín. Các tòa án Hoa Kỳ cũng đã bác bỏ chống đối này:
Giả sử theo như mục đích của cuộc tranh cãi, rằng thuyết tiến hóa là một tôn giáo hay giáo lý tôn giáo, thì biện pháp thi hành sẽ là chấm dứt việc dạy thuyết tiến hóa, không thành lập thêm một tôn giáo khác để chống lại biện pháp đó. Tuy nhiên, theo như án lệ đã có rõ ràng trước đó, và có thể trong cả ý nghĩa thông thường, thuyết tiến hóa không phải là một tôn giáo và việc dạy thuyết tiến hóa không vi hiến theo Điều Khoản Thành Lập.
Liên quan đến một tuyên bố khác rằng thuyết tiến hóa là vô thần, những người ủng hộ thuyết sáng tạo cũng thường gộp chung cả hai tuyên bố để miêu tả thuyết tiến hóa là một "tôn giáo vô thần" (xem so với chủ nghĩa nhân văn). Luận điểm chống đối này thường bị tổng quát hóa thành một lời chỉ trích: "khoa học là một tôn giáo vô thần" vì chủ nghĩa tự nhiên theo phương pháp luận chưa được chứng minh, và do đó cũng "dựa trên niềm tin" giống như siêu nhiên và niềm tin vào thần thánh trong thuyết sáng tạo.

### Không thể chứng minh là sai
Một phát biểu được xem là có khả năng bị chứng minh là sai nếu có một quan sát hay một cuộc kiểm tra cho thấy phát biểu đó là sai. Các cuộc khảo sát khoa học không xem xét các phát biểu không có khả năng bị chứng minh là sai bởi vì không có phương pháp kiểm tra nào có thể thẩm định được độ chính xác của chúng. Những người theo thuyết sáng tạo như Henry M. Morris đã tuyên bố rằng thuyết tiến hóa không có khả năng bị chứng minh là sai. Họ nói rằng bất kỳ quan sát nào cũng đều lý giải được theo tư tưởng tiến hóa, do đó không thể cho thấy được thuyết tiến hóa là sai. Và do vậy, họ tuyên bố thuyết tiến hóa là phi khoa học.

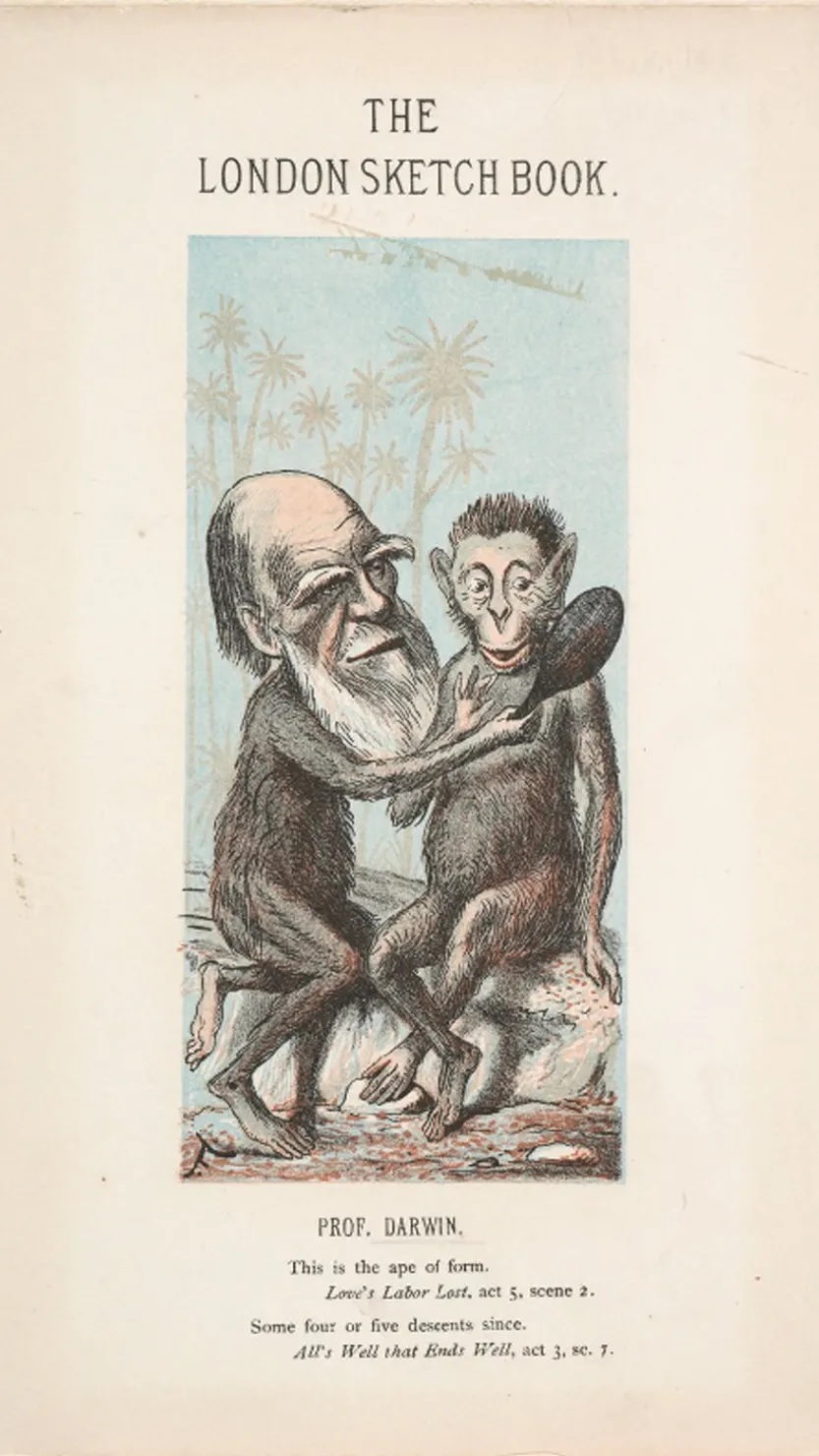
Darwin và khỉ không đuôi, khoảng năm 1874 từ nguồn ảnh Julkaistussa.

Tuy nhiên, các nhà khoa học đều cho rằng thuyết tiến hóa có khả năng bị chứng minh là sai, bởi vì nếu các tiên đoán đưa ra mà mâu thuẫn với chứng cứ thì sẽ chứng minh được thuyết tiến hóa là sai. Có thể tồn tại một số loại chứng cứ có khả năng chứng minh thuyết tiến hóa là sai, chẳng hạn như dữ liệu hóa thạch không cho thấy sự biến đổi theo thời gian, hay cơ chế ngăn chặn đột biến tích lũy, hay các quan sát cho thấy các loài sinh vật có thể được tạo ra bằng cách tự sinh hay bằng một cách siêu nhiên. Khi khoa học về tiến hóa phát triển, nhiều tư tưởng và nhận định của Darwin đã được chứng minh là sai nhưng đồng thời các tư tưởng trọng tâm cũng được xác nhận là đúng. Hơn thế nữa, hầu hết các tuyên bố vô căn cứ của thuyết sáng tạo đều cho rằng thuyết tiến hóa đã bị chứng minh là sai. Ngược lại, cách giải thích của những người theo thuyết sáng tạo liên quan đến sự can thiệp trực tiếp của siêu nhiên vào thế giới tự nhiên mới là không có khả năng bị chứng minh là sai, bởi vì bất kỳ kết quả nghiên cứu hay thí nghiệm nào cũng có thể là hành vi không thể đoán trước được của một vị thần toàn năng.

Vào năm 1976, nhà triết học Karl Popper phát biểu rằng "Học thuyết Darwin không phải là một giả thuyết khoa học có thể kiểm chứng được, mà nó là một chương trình nghiên cứu về siêu hình học". Tuy nhiên, sau đó ông đã rút lại lời nói và đưa ra một quan điểm khác hơn một chút: 
Tuy vậy, khó kiểm tra được thuyết chọn lọc tự nhiên, đóng góp quan trọng nhất của Darwin trong thuyết tiến hóa. Trong một số cuộc kiểm tra, bao gồm cả thực nghiệm kiểm tra, và trong một số trường hợp, chẳng hạn như 'chứng nhiễm hắc tố do công nghiệp', bằng mắt thường chúng ta có thể quan sát thấy chọn lọc tự nhiên rõ ràng đang diễn ra, tương tự như nó đã từng. Nhưng, rất khó thực hiện các cuộc kiểm tra thật sự khắt khe, khó hơn nhiều so với các cuộc kiểm tra các giả thuyết khác trong vật lý học và hóa học.
Bằng chứng rõ ràng nhất cho thấy thuyết tiến hóa có khả năng bị chứng minh là sai là nguyên văn của Charles Darwin viết trong chương 6 cuốn Nguồn gốc các loài: "Nếu ai đó chứng minh được rằng có một bộ phận cơ thể phức tạp mà không được hình thành bởi vô số các biến đổi nhỏ liên tiếp nhau, thì lý thuyết của tôi sẽ sụp đổ hoàn toàn."
Để trả lời cho những chỉ trích về tính không có khả năng bị chứng minh là sai của thuyết tiến hóa, vô số các cách chứng minh thuyết tiến hóa là sai đã được đề xuất. J.B.S. Haldane, khi được hỏi rằng bằng chứng nào có thể bác bỏ được thuyết tiến hóa, đã trả lời là "hóa thạch thỏ thời kỳ tiền Cambri". Trong một ví dụ khác, một giả thuyết đã được đặt ra để tìm hiểu tại sao loài người có ít hơn một cặp nhiễm sắc thể so với các loài khác trong cùng họ người. Giả thuyết này liên quan đến câu hỏi liệu đó là do sự hợp nhất hay tách rời các cặp nhiễm sắc thể của một loài tổ tiên chung. Cuối cùng, vào năm 2005, giả thuyết hợp nhất đã được xác nhận là đúng bởi phát hiện rằng nhiễm sắc thể số 2 của loài người giống với sự hợp nhất của hai nhiễm sắc thể mà hiện nay vẫn còn tách rời trong các loài linh trưởng khác. Hơn nữa, các đoạn telomeres và centromeres không có chức năng còn sót lại trong nhiễm sắc thể số 2 của loài người chính là kết quả của sự hợp nhất đó. Sự khẳng định về tổ tiên chung đã cũng có thể bị bác bỏ khi kỹ thuật phân tích DNA xuất hiện. Nếu là đúng, DNA của loài người phải rất giống với loài tinh tinh và các loài thuộc họ người, chứ không phải là giống với các loài động vật có vú khác. Nếu kết quả ngược lại, tổ tiên chung sẽ bị chứng minh là sai. Phân tích DNA đã cho thấy rằng loài người và tinh tinh có chung một phần lớn DNA (khoảng từ 95% đến 99.4% tùy thuộc vào phương pháp đo đạc). Hơn nữa, sự tiến hóa của loài tinh tinh và loài người từ một tổ tiên chung cũng giúp tiên đoán một loài tổ tiên chung gần nhất (về mặt địa chất học). Vô số hóa thạch cho thấy sự chuyển biến đã được tìm thấy cho đến nay. Và như vậy, sự tiến hóa của loài người đã vượt qua được nhiều cuộc kiểm tra về khả năng bị chứng minh là sai.
Một tuyên bố liên quan cho rằng chọn lọc tự nhiên là lặp dư thừa. Tức là, nó nói rằng cụm từ "sự sống sót của loài thích nghi nhất" là cách lặp lại dư thừa, bởi vì sự thích nghi được định nghĩa là khả năng sống sót và sinh sản. Tuy nhiên, Herbert Spencer là người đầu tiên sử dụng cụm từ này vào năm 1864 và các nhà sinh học rất hiếm khi dùng. Bên cạnh đó, sự thích nghi được định nghĩa chính xác hơn phải là trạng thái sở hữu các đặc tính giúp sống sót nhiều hơn; chứ không phải đơn thuần là "khả năng sống sót". Định nghĩa này giúp nó tránh bị chứng minh là đúng tầm thường.